# Estádio Eliel Martins
Estádio Eliel Martins – stadion piłkarski, w Riachão do Jacuípe, Bahia, Brazylia, na którym swoje mecze rozgrywa klub Esporte Clube Jacuipense.